# Impatiens diversifolia
Impatiens diversifolia är en balsaminväxtart som beskrevs av Heyne. Impatiens diversifolia ingår i släktet balsaminer, och familjen balsaminväxter. Inga underarter finns listade i Catalogue of Life.